# Jack Babashoff
Jack Babashoff (Whittier, 13 de julio de 1955) es un nadador estadounidense retirado especializado en pruebas de estilo libre, donde consiguió ser subcampeón olímpico en 1976 en los 100 metros.

## Carrera deportiva
En los Juegos Olímpicos de Montreal 1976 ganó la medalla de plata en los 100 metros libre, con un tiempo de 50.81 segundos, tras su compatriota Jim Montgomery que batió el récord del mundo con 49.99 segundos; y el en Campeonato Mundial de Natación de 1978, celebrado en Berlín, ganó el oro en los relevos de 4x100 metros libre.